# Daniel Schürmann
Daniel Schürmann (* 11. Februar 1752 in Lüttringhausen bei Ronsdorf; † 25. Februar 1838) war ein deutscher Pädagoge (Schulmeister) und, insbesondere als Rechenmeister Verfasser von Lehrbüchern, besonders für Volksschüler. Er galt als „Adam Riese der aufstrebenden Handels- und Industriebourgeoisie“.

## Herkunft
Daniel Schürmann wurde als Sohn eines Lehrers in der seinerzeit zu Lüttringhausen und heute zu Ronsdorf gehörenden Ortslage Auf dem Heidt im Bergischen Land geboren. Bereits im Alter von 18 Jahren war er ab dem 2. Juni 1770 in der Hofschule auf dem Hohenhagen, der damals noch zu Lennep gehörte, als Lehrer tätig. Zum 2. April 1773 übernahm er die Lehrerstelle und die Kirchendienste seines erkrankten Vaters in Odenspiel. Auf Empfehlung seines Bruders wechselte er zum August 1773 an die Garnisonsschule in Geldern, wo er mit dessen Hilfe unter anderem seine Kenntnisse der Mathematik stark verbessern konnte. Danach war er ab dem 28. Juli 1777 in Wiedenest tätig, wo er im Januar 1779 die jüngste Tochter des Hüttenfaktors Brölemann heiratete. Mit ihr hatte er drei Kinder, von denen aber nur eine Tochter das Erwachsenenalter erreichte. In Wiedenest lernte er Pfarrer Goes kennen, der seine Lehrmethoden stark beeinflussen sollte. Zum Februar 1781 erhielt er den Ruf nach Leuscheid im oberbergischen Amt Windeck. 

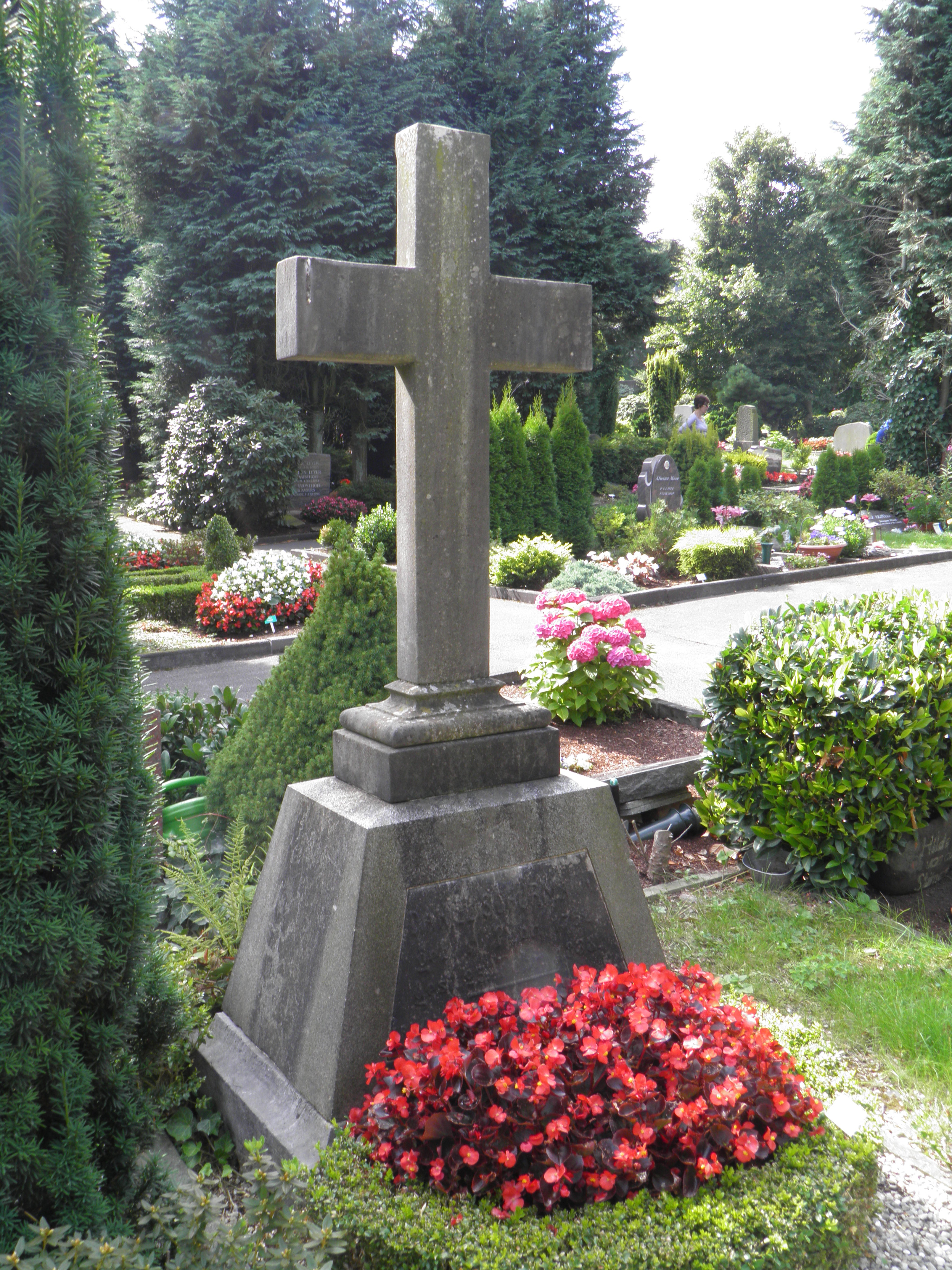
Grab Daniel Schürmanns

Ab dem 31. Oktober 1785 wurde ihm die Leitung der Lutherischen Pfarrschule in Remscheid übertragen, wo auch die meisten seiner Lehrbücher entstanden. Mit der Stelle des Lehrers und Rektors war auch die Aufgabe des Organisten an der Kirche verbunden. 1793 verstarb dort seine erste Frau. 1794 heiratete er die Witwe des Lehrers Hölterhoff, die drei Söhne mit in die Ehe brachte. Ihr gemeinsamer Sohn Daniel (* 1795) wurde später Lehrer in Osnabrück.

## Seine Lehrbücher

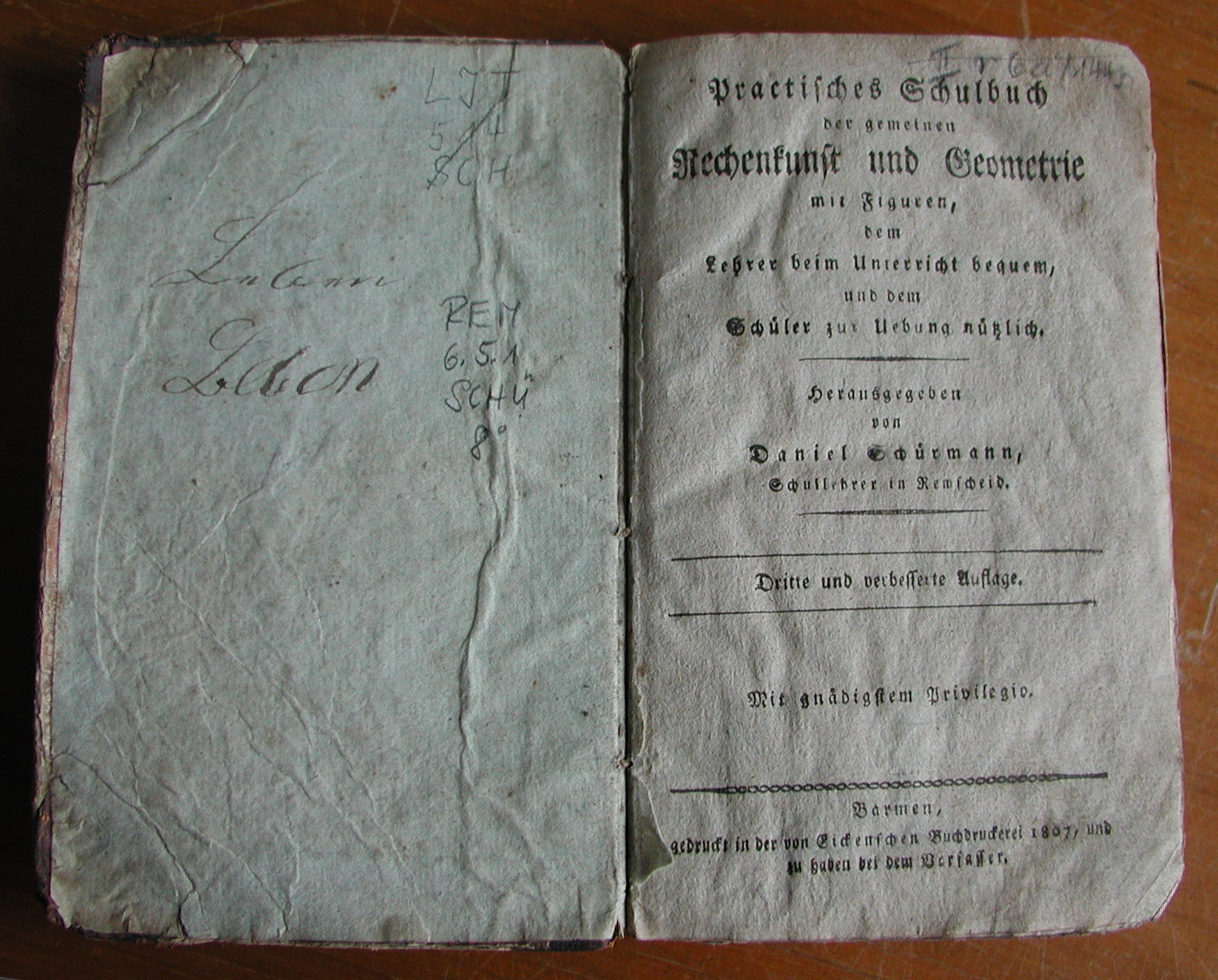
Schürmanns Rechenbuch im Heimatmuseum RS

Die ab 1801 in 13 Auflagen erschienenen Werke, darunter Titel wie Practisches Schulbuch der gemeinen Rechenkunst und Geometrie und Algebra ließen lokal die beiläufige Ergänzung des Ergebnisses einer Rechenaufgabe mit den Worten Nach Schürmanns Rechenbuch zum stehenden Begriff wie andernorts die Worte nach Adam Riese werden. Das Rechenbuch war sehr praktisch ausgerichtet. So lernten die Schüler unter der Rubrik „Zählende Sachen“ gängige Mengenbegriffe (1 Mandel = 15 Stück, 1 Groß = 12 Dutzend, 1 Schock = 60 Stück). Unter dem Titel „Eigenthümliche Schwere“ befasste er sich mit dem spezifischen Gewicht „von metallischen und anderen Körpern“, die er „gegen die Schwere des reinen Wassers berechnete“. Er bemühte sich in seinem Unterricht, die Schüler im Gegensatz zum vormals geläufigen Auswendiglernen zum eigenständigen Denken anzuregen. Die Aufgaben seiner Lehrbücher orientierten sich an den täglichen Aufgaben, so wurde zum Beispiel die häufig notwendige Umrechnung der regional oft unterschiedlichen Maße und Gewichte geübt.

## Seine Initiativen
Im Jahr 1793 gründete er in Remscheid eine Lehrergesellschaft, die einen Erfahrungsaustausch zwischen den Kollegen ermöglichte und auch mit der Beschaffung von Büchern und Zeitschriften über Pädagogik die Weiterbildung der Lehrer zu fördern suchte. Einen Entwurf zur Prüfung von Lehrern hat er ebenfalls verfasst. Er setzte sich für eine staatliche statt der bis dahin üblichen konfessionellen Schulaufsicht, staatlichen Schulbau und Lehrerbesoldung ein, regte auch eine Witwenkasse an und beteiligte sich an deren Gründung. 1816 ernannte die „Mathematische Gesellschaft“ in Hamburg Daniel Schürmann zusammen mit seinem Sohn Daniel zu ihrem Mitglied.

## Schürmanns Erbe

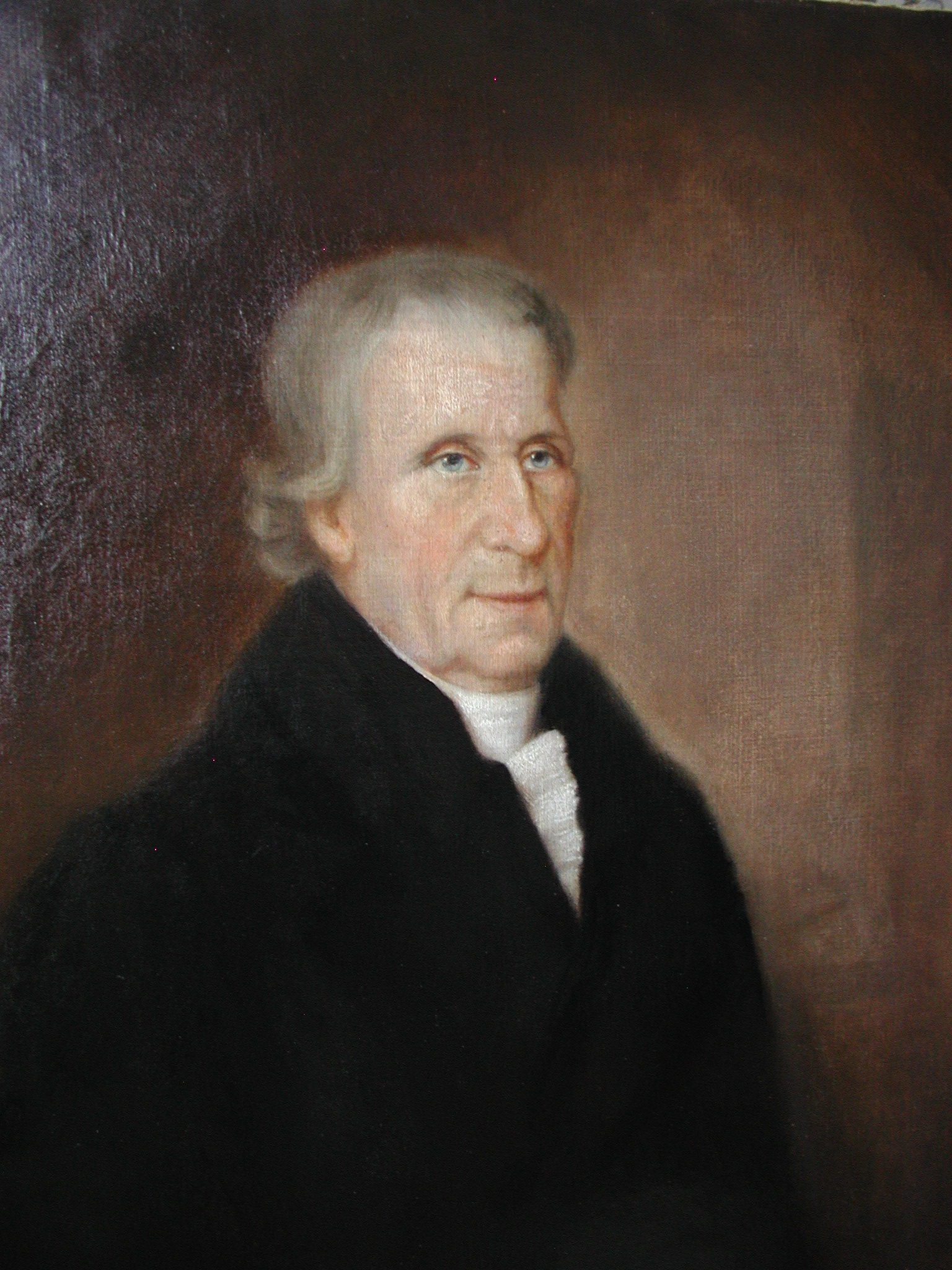
Daniel Schürmann – Gemälde im Museum Haus Cleff

Schürmann erlitt im Jahre 1819 einen Schlaganfall und schied im Jahre 1820 nach 50 Dienstjahren auf eigenen Wunsch aus dem Schuldienst aus. Er verstarb am 25. Februar 1838. Die Remscheider Lehrerschaft ließ 1888 zu seinem Gedenken ein mannshohes steinernes Kreuz auf massivem Sockel errichten, das als Teil seiner in Dauerpflege versorgten Grabstelle in der Nähe der Kapelle auf dem Remscheider Stadtfriedhof zu finden ist. Die Inschrift ist allerdings nur noch lückenhaft zu erkennen. Das Grabmal selbst wurde am 24. Juni 2002 von der Stadt Remscheid unter Denkmalschutz gestellt.
Die ehemalige lutherische Pfarrschule in Remscheid – ab 1825 in „Ortsschule“ umbenannt – bekam aus Anlass des 175. Geburtstages des bergischen Schulreformers seinen Namen. Von 1785 bis 1820 war er ihr Leiter gewesen. 1968 wurde die bisherige Volksschule zur Gemeinschaftsgrundschule; der Name der Daniel-Schürmann-Schule blieb erhalten. Außerdem tragen die Daniel-Schürmann-Straße in Remscheid, der Daniel-Schürmann-Weg in Wuppertal-Ronsdorf, der Schürmannweg in Solingen-Höhscheid und die Schürmannstraße in Bergneustadt-Wiedenest seinen Namen. Ein in Berlin lebender Urenkel Daniel Schürmanns, Dr. Stiepel, erfuhr 1927 durch einen Zeitungsbericht von der Umbenennung der Schule und gab daraufhin dem Berliner Künstler Felix Ehrlich (1866–1931) den Auftrag zu einem Porträt Schürmanns. Das prächtige Ölgemälde machte er der Daniel-Schürmann-Schule zum Geschenk. Es wurde 2013 restauriert und ist seither im Haus Cleff in Remscheid-Hasten zu sehen.

## Schriften (Auswahl)
- Kleine bergische Vaterlandskunde : ein Neujahrsgeschenk für Schulkinder und zum künftigen Gebrauch auf Schulen bestimmt. Elberfeld, 1799. (Digitalisat)
- Kurze Geschichte des Schulwesens im Bergischen Lande
- Kleine Bergische Geschichte
- Practisches Schulbuch der gemeinen Rechenkunst und Geometrie, 1793; auch 1801–1850 (13 Auflagen)
  - Erster Theil: Bis Ende der Regeldetri in Brüchen. Zehnte Auflage. 1835 (Digitalisat)
  - Zweiter Theil. Achte Auflage. 1832 (Digitalisat)
- Kurzgefasste Anweisung zur Algebra zum Schul- und Privatgebrauch, 1805 (Digitalisat)
- Beiträge für die Rheinische Blätter (ab 1827), Lehrerhefte (nach 1820), Monatsschrift für Erziehung und Unterricht (Aachen)
- als Hrsg.: Mathematische Monatsblätter
- Entwurf zur Prüfung von Lehrern